# Grotta di Kitum
La Grotta di Kitum si trova nel Kenya alle pendici del monte Elgon, nel parco nazionale omonimo. Le pareti della grotta sono ricche di sali minerali ad alto contenuto di sodio e per questo la grotta è frequentata da elefanti ed altri animali che qui trovano il sale necessario alla loro dieta che scarseggia nella savana. La grotta divenne famosa negli anni ottanta, quando due persone che avevano visitato la grotta morirono di febbre emorragica dopo aver contratto il virus di Marburg.

## Descrizione

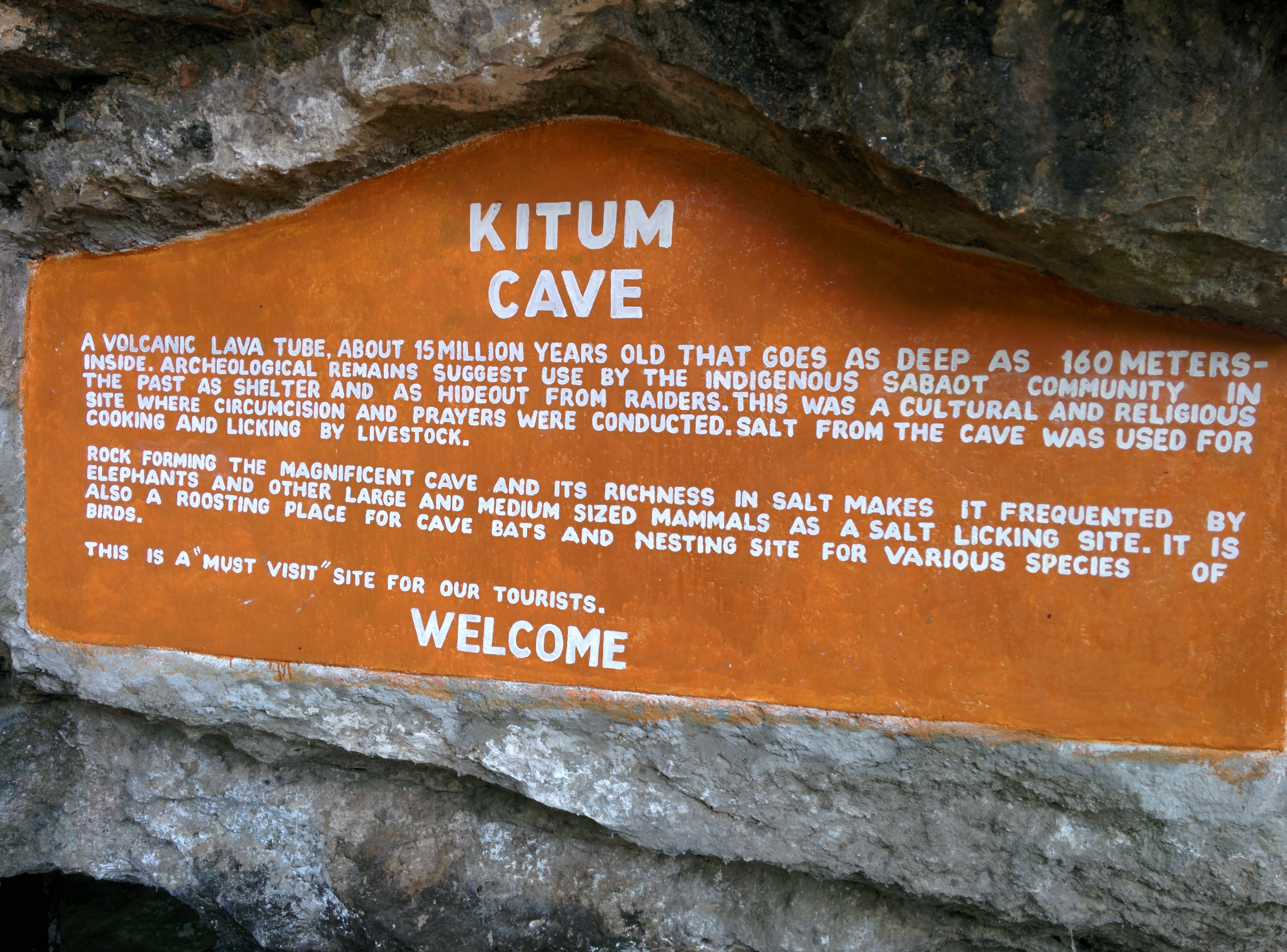
Iscrizione all'ingresso della grotta di Kitum

La grotta di Kitum si trova sulle pendici del monte Elgon a un'altitudine di circa 2400 m slm. La grotta di Kitum fa parte di un gruppo di grotte situate sul fianco orientale del monte Elgon, nel territorio del Kenya, tutte poste a un'altitudine simile: grotta di Kitum, grotta di Mackingeny, grotta di Ngwarisha, grotta di Chepnyalil, e grotta di Kiptoro. 
L'ingresso della grotta è seminascosto dalla rigogliosa vegetazione che ricopre il monte Elgon e sembra apparire dal nulla fino a quando non ci si trova davanti. Sopra l'entrata si trova una piccola cascata che si rovescia sulla scogliera d'ingresso, ma l'acqua non scorre nella grotta, ma filtra verso il basso sui blocchi crollati di roccia e la vegetazione. Nessun corso d'acqua emerge dall'ingresso. 
La grotta è composta da una camera principale e un'anticamera, la camera principale ha uno sviluppo quasi orizzontale per una lunghezza di 165 m. La grotta ha una forma allungata che si va ampliando procedendo verso l'interno. La volta è a forma di cupola e la base è cosparsa di lastre crollate dall'alto. Il crollo più recente è avvenuto nel 1982 e fu piuttosto grande, tanto da uccidere un elefante. Le pareti della grotta sono piuttosto irregolari, costituite da una serie di nicchie e cuspidi create dall'erosione provocata dagli animali. L'ingresso della grotta e la parte iniziale della camera principale sono aperte alla luce e questo riduce l'umidità. Le parti più interne della grotta sono completamente scure e isolate dal punto di vista climatico dalle oscillazioni diurne di temperatura e umidità. La temperatura interna è tra i 12,5 e 13,5 °C.
La grotta ospita una colonia di pipistrelli megachirotteri della specie Rousettus aegyptiacus e le aree di appoggio (agli apici delle cupole crollate) hanno temperature e umidità elevate. I sentieri degli elefanti sono segnalati e ben visibili in alcune parti della grotta.

## Geologia

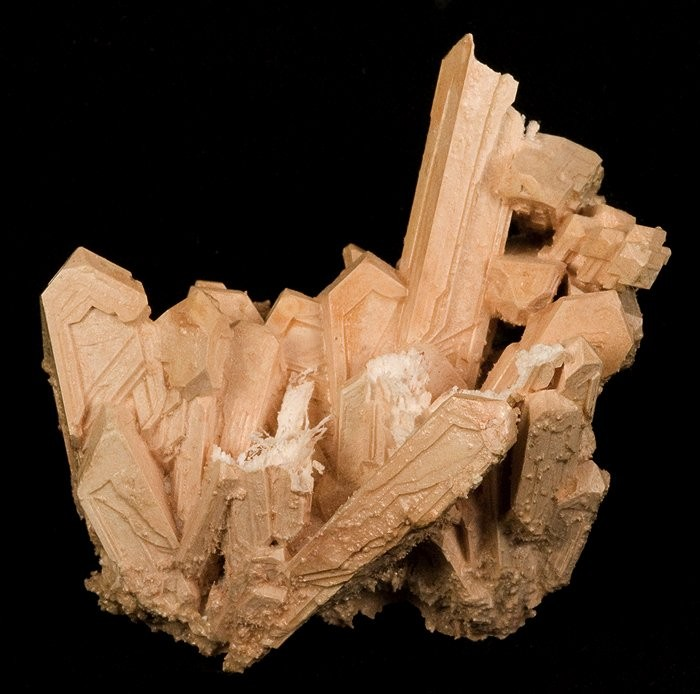
Cristalli di Mirabilite

### Composizione
La roccia in cui è scavata la grotta è composta da un agglomerato piroclastico ricco di sodio, formato da una massa di blocchi di lava solidificata di varie dimensioni, espulsi da un'eruzione vulcanica, legati insieme da cenere finissima che li amalgama. Tale roccia è stata scavata nel tempo da vari fattori, come indicato di seguito, che hanno dato quindi origine alla grotta come si presenta attualmente. La grotta non è pertanto un tunnel di lava, come era stato ipotizzato in precedenza. La roccia contiene un minerale chiamato mirabilite, (detto anche sale di Grauber) composto da solfato di sodio.
La roccia è composta da 4 unità geologiche sovrapposte. Dall'alto verso il basso abbiamo:
- agglomerato grigio. Questo livello è costituito da un denso agglomerato di roccia piroclastica di colore grigio-blu. Lo strato superiore di questo agglomerato, dello spessore di circa 2 metri, è costituito da roccia piroclastica densa, dura e impermeabile, che forma la calotta della grotta. Lo strato sottostante, dello spessore di circa 10-15 metri, è ancora roccia piroclastica, ma più permeabile e meno compatta di quella superiore. I clasti che compongono la roccia sono di dimensioni solitamente inferiori ai 50 cm e costituiti da lava alcania o basalto ipoabissale. La pasta di fondo a grana fine in cui sono incorporati i clasti è costituita da cenere grigia con cristalli di nefelina e pirossene. Una delle caratteristiche più interessanti dell'agglomerato sono i moltissimi resti fossili che contiene. Questi includono tronchi d'albero (fino a 1 m di diametro), blocchi di radici intatti, cataste di ramoscelli e talvolta ossa di mammiferi.
- lava marrone. Questo strato è composto da lava di colore marrone scuro e contiene numerose amigdale riempite di silice. Forma blocchi lisci con frattura concoide ed è composto da nefelina e pirossene. Lo strato ha uno spessore massimo di 30 cm, ma non è continuo, piuttosto è costituito da diversi strati separati fra loro da alcuni centimetri di cenere bianca. Ha una permeabilità molto bassa e quindi agisce come un acquicludo.
- agglomerato giallo-grigio. L'agglomerato giallo-grigio è una breccia di tufo, meno indurito e più permeabile rispetto all'agglomerato grigio superiore e abbastanza friabile. Lo strato ha uno spessore variabile dai 2 ai 4 metri. Contiene molti clasti di dimensioni variabili di lava basaltica e produce facilmente sali secondari.
- argilla verde. Questo strato è un'argilla espansiva contenente smectite. Si è formato dalla sedimentazione di un flusso di piroclastico che ha incorporato alcuni pezzi di roccia locale. Presenta una trama molto fine e non è indurito. Lo strato ha uno spessore di almeno 2 m. L'argilla è umida, ma può seccare e rompersi durante l'esposizione all'aria della caverna. Questo strato agisce come un acquiclude, più efficace del flusso di lava, perché è più lateralmente continuo. Questa argilla è il livello base locale della grotte e non ci sono aree di passaggio sotto questo.

Nel tempo una parte dell'agglomerato e della lava sono stati sostituiti dalla zeolite (natrolite), e calcite. Poi l'evaporazione da superfici umide, in particolare verso il dorso della grotta, ha provocato l'efflorescenze di sali secondari. Sono stati identificati una decina di sali nelle pareti della grotta, di cui i più comuni sono: calcite, halite, anidrite, polialite, natron e mirabilite.

### Speleogenesi

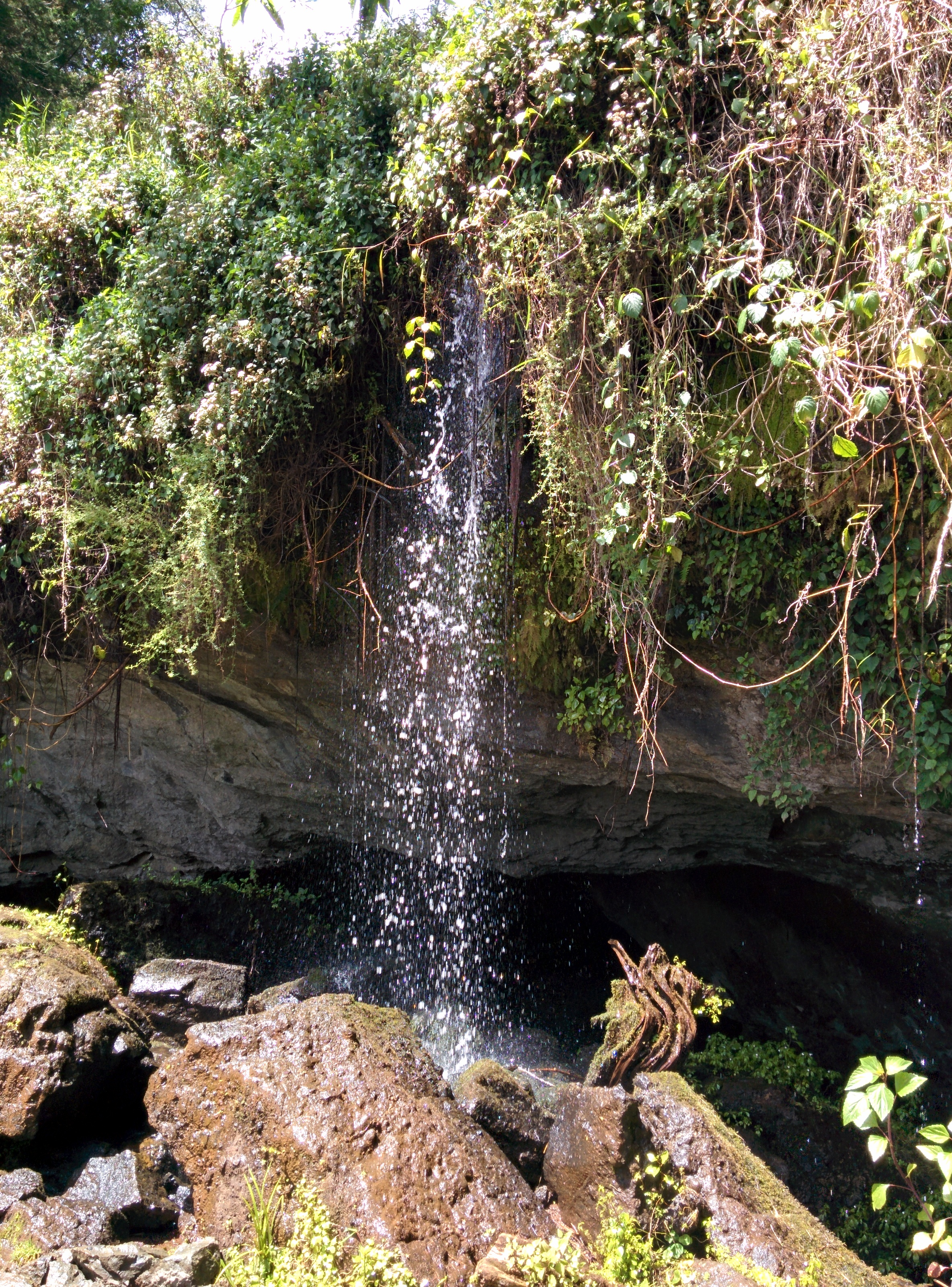
Cascata davanti all'ingresso della grotta

La speleogenesi della grotta non può essere attribuita ad un solo processo, ma piuttosto ad una combinazione fortuita di una sequenza geologica adeguata e fattori ambientali favorevoli dovuti alla presenza nella zona di una popolazione di elefanti affamati di sale.
Inizialmente la grotta si è sviluppata nella zona retrostante la cascata, al di sotto dell'alveo del ruscello superficiale, che attualmente scorre sopra la grotta, a causa di infiltrazioni di acqua che hanno provocato l'indebolimento dell'agglomerato sopra l'argilla e il cedimento dell'argilla stessa, seguito dal crollo degli strati di agglomerato più duri sopra. La forma di passaggio dominante è la cupola di rottura, con abbondante collasso fresco. Questo prima fase di formazione ha prodotto quindi un'apertura in cui uomini e animali hanno potuto accedere.
Il collasso degli strati di agglomerato porta allo scoperto i sali ricchi di sodio di cui gli elefanti e altre specie animali necessitano per integrare la loro alimantazione. Questa attività, chiamata anche geofagia, provoca l'ingrandimento della grotta e costituisce la seconda fase della speleogenesi. Oltre all'azione degli animali nella grotta vi sono segni evidenti di azioni umane (incisioni dovute a colpi di piccone) alla ricerca di sali per integrare l'alimentazione del bestiame, che hanno contribuito all'allargamento della grotta. Questi processi hanno modificato e allargato significativamente la grotta e rimosso i detriti di collasso della volta. Tali attività, focalizzate su unità accessibili e ricche di sale, hanno creato rientranze quasi orizzontali (fino a circa 4 m di altezza e profondità), i cui vertici si spostavano verso l'alto mentre il collasso sollevava il pavimento. Un'erosione significativa si è verificata anche per dissoluzione, corrosione e attività biogeochimica provocata da grandi colonie di pipistrelli. Non è stata trovata alcuna prova di dissoluzione carsica o di attività freatiche o vadose.
Vista la molteplicità e complessità dei processi coinvolti nella formazione della grotta, è molto difficile datare tale sviluppo. Un'ipotesi è che la speleogenesi sia stata iniziata dalla tardiva deglaciazione del pleistocene, e sia stata attiva in tutto l'olocene. Sulla base di stime molto approssimative, considerando che il volume della grotta è di circa 70.800 m3, e l'attività di rimozione prodotta dai soli elefanti, gli studiosi Lundberg e McFarlane, hanno ipotizzato che la grotta si sarebbe formata in circa 12.000 anni. Considerando anche il contributo di altri animali e degli umani, il tempo di formazione si ricuce a circa 10.000 anni. Infine, considerando anche gli altri processi geomorfologici indicati, la caverna si sarebbe formata in circa 8.500 anni.

## Storia delle esplorazioni

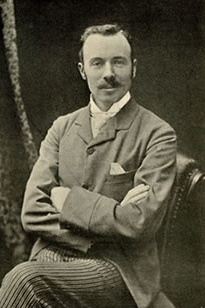
Joseph Thomson.

La prima esplorazione documentata della grotta di Kitum risale al XIX secolo, ad opera dell'esploratore scozzese Joseph Thomson che la visitò nel 1883 durante un viaggio esplorativo nelle terre dei Masai. Durante il viaggio di ritorno egli fu informato delle presenza di alcune grotte lungo le pendici del monte Elgon e incuriosito si recò a visitarle. Alcune grotte erano abitate dalla tribù Wa-Elgon, e dal loro bestiame, che vivevano in piccoli villaggi di capanne nei pressi delle grotte. La sua visita fu tuttavia limitata in quanto i locali non gli fornirono alcuna guida, anche a causa di un conflitto in corso con tribù vicine, e pertanto dopo una visita sommaria decise di abbandonare il luogo. Egli tuttavia, valutando le dimensioni delle grotte e la forma delle pareti, ipotizzò che esse furono se non fatte, sicuramente ampliate manualmente, ma escluse le tribù locali che non disponevano dei mezzi necessari. La sua ipotesi fu che erano state sviluppate da una qualche civiltà esterna, magari alla ricerca di minerali preziosi. Tuttavia, escludendo che fossero stati gli Egiziani a spingersi così lontano dalle loro terre, non fu in grado di formulare altre ipotesi. Il racconto di questa esplorazione è contenuto nel libro di Thomson Through Masai Land: A journey of exploration among the snow-clad mountains and strange tribes of eastern equatorial Africa, pubblicato per la prima volta nel 1885.
Un'esplorazione più approfondita della grotta fu quella effettuata nel 1982 dal biologo inglese Ian Redmond che rimase cinque mesi nella grotta per studiare il comportamento degli elefanti. Egli produsse la prima mappatura delle grotta e documentò fotograficamente l'esplorazione e le mandrie di elefanti che entravano nella grotta alla ricerca del sale necessario per la loro alimentazione. Egli documentò anche il risultato di una grossa frana del tetto della caverna avvenuta nell'agosto 1982.
Un'esplorazione molto approfondita fu compiuta nel periodo dal 28 maggio al 4 giugno 2003 da Joyce Lundberg e Donald A. McFarlane che studiarono le cinque principali grotte situate all'interno del Parco Nazionale del monte Elgon: grotta di Kitum, grotta di Mackingeny, grotta di Ngwarisha, grotta di Chepnyalil, e grotta di Kiptoro. Pertanto sono state effettuate rilevazioni in tutte le cinque grotte utilizzando il sistema di posizionamento globale (GPS), e strumenti elettronici di precisione, con livello di precisione conforme al BCRA di grado 5. Inoltre per avere un'idea del microclima è stata misurata la temperatura e l'umidità in vari punti delle grotte.

## Virus di Marburg

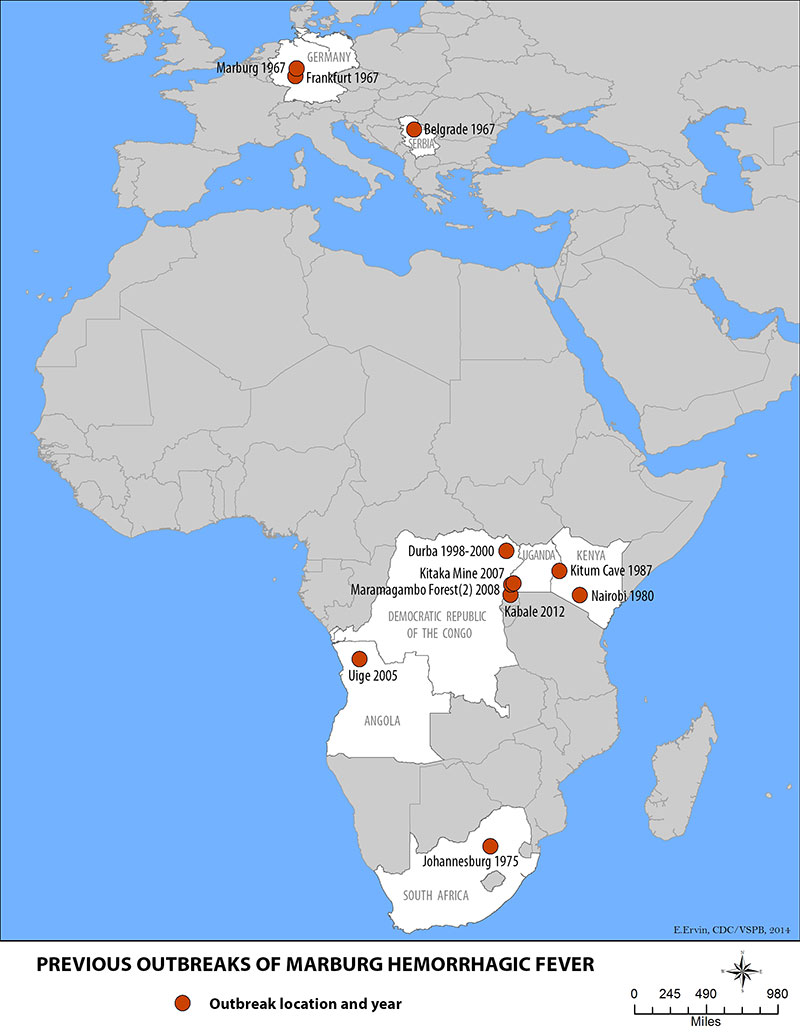
Distribuzione del virus di Marburg dal 1967 al 2012

Nel 1980 un ingegnere francese che viveva in Kenya fu ricoverato all'ospedale di Nairobi in preda a vomito ed emorragie da vari orifizi del corpo. Dopo alcuni giorni di inutili tentativi di cura il paziente mori. L'autopsia rivelò che gran parte dei suoi organi erano stati distrutti e ridotti a grumi di sangue. Successive analisi rivelarono che era stato colpito da febbre emorragica causata dal virus di Marburg, un pericolosissimo virus della stessa famiglia del virus Ebola. Successivamente si scoprì che l'ingegnere aveva visitato la grotta di Kitum una settimana prima di iniziare ad avere i primi sintomi della malattia che poi lo aveva ucciso.
Nel 1987 venne ricoverato all'ospedale di Nairobi un ragazzo danese di 15 anni che da tre giorni aveva febbre alta, forte mal di testa e vomito con sangue. Nonostante gli sforzi dei medici il ragazzo morì 11 giorni dopo ed anche lui risultò essere stato infettato dal virus di Marburg. Una ricostruzione successiva dei suoi movimenti evidenziò che circa una settimana prima di manifestare i primi sintomi il ragazzo aveva visitato con la sua famiglia la grotta di Kitum.
Il fatto che due vittime di febbri emorragiche dovute al virus di Marburg avessero entrambe visitato la grotta di Kitum pochi giorni prima del manifestarsi della patologia sembrò a molti ricercatori qualcosa di più di una semplice coincidenza. Pertanto nella primavera del 1988 venne avviata una ricerca congiunta fra il governo del Kenya e l'Istituto di ricerca medica sulle malattie infettive dell'esercito degli Stati Uniti (USAMRIID), guidato dal virologo americano Eugene Johnson. Un campo venne attrezzato presso la grotta e furono esaminati centinaia di uccelli, pipistrelli, insetti e campionato il guano e le feci di animali presenti nella grotta. Nonostante il notevole dispiegamento di mezzi e uomini, non emerse nulla. Se il virus di Marburg era stato nella grotta, ora era svanito senza lasciare alcuna traccia. La storia della spedizione di ricerca nella grotta e del primo infettato francese sono raccontate nel libro di Richard Preston del 1994 " The Hot Zone: Area di contagio".
Anche se la spedizione di Johnson si risolse in un fallimento, a distanza di circa 20 anni la sua intuizione di cercare i virus filoviridae nelle profondità della terra si rivelò giusta. Nel luglio del 2007 quattro operai impiegati nella miniera d'oro di Kitaka, nel distretto di Kamwenge nel sud-ovest dell'Uganda, si ammalarono e uno di essi morì dopo aver alcuni giorni di emorragie inarrestabili. Le analisi rivelarono che si trattava del virus di Marburg. Nell'agosto del 2008 un team internazionale composto da scienziati del Centro per la prevenzione e il controllo delle malattie di Atlanta, e dell'Uganda Virus Research Institute (UVRI) effettuarono uno studio in loco. Gli scienziati videro che la miniera ospitava una colonia di circa 100.000 pipistrelli, quasi tutti appartenenti alla specie Rousettus aegyptiacus, detti pipistrelli della frutta), che erano presenti anche nella grotta di Kitum. Decine di esemplari di pipistrelli vennero catturati ed esaminati, ed emerse che essi ospitavano il virus di Marburg.